# 森倉チロル
森倉 チロル（もりくら チロル、5月17日 - ）は、日本の漫画家。広島県出身。広島県呉市在住。血液型AB型。

## 略歴
- 総合学園ヒューマンアカデミー広島校卒業[3]。
- 2018年 - 2月期第14回マーガレットまんがゼミナール+において、準入選しデビューした。
- 2021年 - 第42回広島文化賞個人の部（メディア芸術－漫画）を受賞（当時26歳）[2]。

## 作品リスト
全て集英社、マーガレットコミックス（DIGITAL）から刊行されている。
- 4×4 〜お隣さんは4B男子〜（2020年 - 2021年、全3巻）
  1. 2021年3月25日発売[4][5]、『ザ マーガレット』2020年秋号[6] - 2021年冬号、ISBN 978-4-08-844472-7
  2. 2021年9月24日発売[7]、『ザ マーガレット』2021年春号 - 夏号、ISBN 978-4-08-844526-7
  3. 2022年3月25日発売[8]、『ザ マーガレット』2021年秋号 - 2022年冬号[9]、ISBN 978-4-08-844591-5
- お願いミスターアイドル（『マーガレット』2022年18号[10][11] - 2023年6号[12]、全2巻）
  1. 2023年1月25日発売[13]、『マーガレット』2022年18号[10][11] - 21号、23号
  2. 2023年3月24日発売[14]

### 単行本未収録作品
- 夢から覚めたら（『マーガレット』2018年12号、デビュー作。）
- ラブ💜コ➰ル未満 キミ限定の恋のワナ（『ザ マーガレット』2018年12月号）
- 水瀬のカワイイ法則（『ザ マーガレット』2019年4月号）
- マリーミー・ハニー（『ザ マーガレット』2019年6月号）
- 食べざかりの恋わずらい（『マーガレット』2023年23号[15]）
- どうか嘘だと言ってくれ！（『マーガレット』2024年15号[16]）